# Safdar Jung
Safdar Jung (hindi : सफदरजंग) (né Muhammad Muqim le 15 décembre 1708 à Grand Khorasan – mort le 5 octobre 1754) a été le « gouverneur (en) » de l'Awadh du 19 mars 1739 au 5 octobre 1754.
Né en Perse, il a immigré en Inde en 1722.